# Chavenon
Pour les articles homonymes, voir Chavenon (homonymie).
Chavenon (Chavanon en occitan) est une commune française, située dans le département de l'Allier en région Auvergne-Rhône-Alpes.

## Géographie

### Localisation
Quatre communes sont limitrophes :
|       | Buxières-les-Mines |              |
|       | Chavenon           | Saint-Sornin |
| Murat | Chappes            |              |

### Géologie, relief et hydrographie
La commune est traversée par l'Aumance.

### Voies de communication et transports
La ligne de Montluçon à Moulins (cette ligne ferroviaire est coupée au niveau de la gare de Chavenon rendant impossible tout échange entre Moulins et Montluçon). 
En plus du trafic voyageurs, la gare de Chavenon était aussi utilisée pour les expéditions du charbon produit dans la mine de Buxières-les-Mines.

### Climat
Pour des articles plus généraux, voir Climat d'Auvergne-Rhône-Alpes et Climat de l'Allier.
En 2010, le climat de la commune est de type climat océanique dégradé des plaines du Centre et du Nord, selon une étude du CNRS s'appuyant sur une série de données couvrant la période 1971-2000. En 2020, Météo-France publie une typologie des climats de la France métropolitaine dans laquelle la commune est dans une zone de transition entre le climat océanique altéré et le climat de montagne ou de marges de montagne et est dans la région climatique Ouest et nord-ouest du Massif Central, caractérisée par une pluviométrie annuelle de 900 à 1 500 mm, maximale en automne et en hiver.
Pour la période 1971-2000, la température annuelle moyenne est de 10,9 °C, avec une amplitude thermique annuelle de 15,8 °C. Le cumul annuel moyen de précipitations est de 812 mm, avec 10,9 jours de précipitations en janvier et 7,2 jours en juillet. Pour la période 1991-2020, la température moyenne annuelle observée sur la station météorologique de Météo-France la plus proche, « Tortezais_sapc », sur la commune de Tortezais à 8 km à vol d'oiseau, est de 11,6 °C et le cumul annuel moyen de précipitations est de 757,2 mm,. Pour l'avenir, les paramètres climatiques de la commune estimés pour 2050 selon différents scénarios d'émission de gaz à effet de serre sont consultables sur un site dédié publié par Météo-France en novembre 2022.

## Urbanisme

### Typologie
Au 1er janvier 2024, Chavenon est catégorisée commune rurale à habitat très dispersé, selon la nouvelle grille communale de densité à 7 niveaux définie par l'Insee en 2022.
Elle est située hors unité urbaine et hors attraction des villes,.

### Occupation des sols

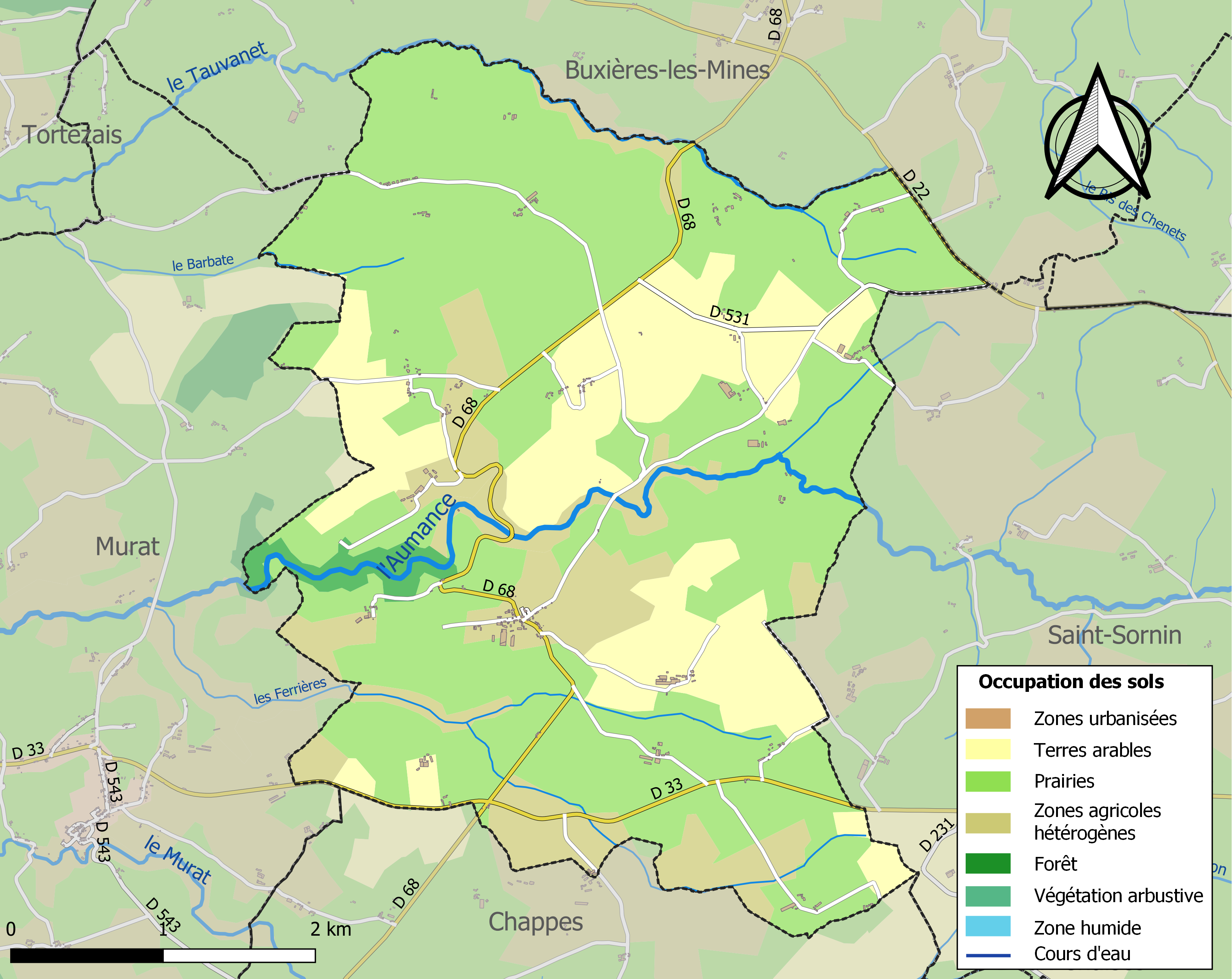
Carte des infrastructures et de l'occupation des sols de la commune en 2018 (CLC).

L'occupation des sols de la commune, telle qu'elle ressort de la base de données européenne d’occupation biophysique des sols Corine Land Cover (CLC), est marquée par l'importance des territoires agricoles (98,2 % en 2018), une proportion identique à celle de 1990 (98,2 %). La répartition détaillée en 2018 est la suivante : 
prairies (62,5 %), terres arables (20,4 %), zones agricoles hétérogènes (15,3 %), forêts (1,8 %).
L'IGN met par ailleurs à disposition un outil en ligne permettant de comparer l’évolution dans le temps de l’occupation des sols de la commune (ou de territoires à des échelles différentes). Plusieurs époques sont accessibles sous forme de cartes ou photos aériennes : la carte de Cassini (XVIIIe siècle), la carte d'état-major (1820-1866) et la période actuelle (1950 à aujourd'hui).

## Politique et administration
Le maire sortant, François Tarian, a été réélu au premier tour des élections municipales de 2020. Le conseil municipal, réuni en mai, a désigné deux adjoints.
| Période                                  | Période                    | Identité            | Étiquette | Qualité                    |
| ---------------------------------------- | -------------------------- | ------------------- | --------- | -------------------------- |
| Les données manquantes sont à compléter. |                            |                     |           |                            |
| mars 2001                                | mars 2008                  | Bernard Madet       |           |                            |
| mars 2008                                | mars 2014                  | Jean-Pierre Delsaux |           |                            |
| mars 2014                                | En cours (au 10 juin 2020) | François Tarian     |           | Retraité Réélu en mai 2020 |

## Population et société

### Démographie
L'évolution du nombre d'habitants est connue à travers les recensements de la population effectués dans la commune depuis 1793. Pour les communes de moins de 10 000 habitants, une enquête de recensement portant sur toute la population est réalisée tous les cinq ans, les populations de référence des années intermédiaires étant quant à elles estimées par interpolation ou extrapolation. Pour la commune, le premier recensement exhaustif entrant dans le cadre du nouveau dispositif a été réalisé en 2006.

En 2022, la commune comptait 139 habitants, en évolution de +2,96 % par rapport à 2016 (Allier : −1,38 %, France hors Mayotte : +2,11 %).
| 1793 | 1800 | 1806 | 1821 | 1831 | 1836 | 1841 | 1846 | 1851 |
| ---- | ---- | ---- | ---- | ---- | ---- | ---- | ---- | ---- |
| 527  | 454  | 420  | 493  | 486  | 506  | 421  | 443  | 443  |

| 1856 | 1861 | 1866 | 1872 | 1876 | 1881 | 1886 | 1891 | 1896 |
| ---- | ---- | ---- | ---- | ---- | ---- | ---- | ---- | ---- |
| 409  | 441  | 447  | 491  | 499  | 565  | 583  | 560  | 547  |

| 1901 | 1906 | 1911 | 1921 | 1926 | 1931 | 1936 | 1946 | 1954 |
| ---- | ---- | ---- | ---- | ---- | ---- | ---- | ---- | ---- |
| 553  | 524  | 504  | 427  | 405  | 370  | 361  | 343  | 342  |

| 1962 | 1968 | 1975 | 1982 | 1990 | 1999 | 2006 | 2011 | 2016 |
| ---- | ---- | ---- | ---- | ---- | ---- | ---- | ---- | ---- |
| 302  | 304  | 235  | 179  | 155  | 159  | 143  | 133  | 135  |

| 2021 | 2022 | - | - | - | - | - | - | - |
| ---- | ---- | - | - | - | - | - | - | - |
| 137  | 139  | - | - | - | - | - | - | - |

## Culture locale et patrimoine

### Lieux et monuments
- L'église dédiée à saint Martin[19] des XIe siècle et XIIe siècles possédant une flèche en pierre de 33 mètres de hauteur (m.h. depuis 1933).

- Le château de Montgeorges, du XVIe siècle.
- Le manoir de Saint-Hubert, XIXe siècle parc Treyve réalisé par les Établissements Treyve-Marie des architectes paysagistes Joseph Marie et François-Marie Treyve.
- Le moulin des Veaux sur le site des rives de l'Aumance, figure sur la carte de Cassini.
- Le château de Sceauve, ancien fief du XVe siècle[20].
- Le manoir de la Jaunerie.
- L'ancienne gare, souvent représentée sous forme de cartes postales.

## Héraldique
| Blason de Chavenon | Blason  | De sinople à la fasce ondée d'argent chargée d'une bande ondée d'azur surchargée de l'inscription «CHAVENON» en lettre capitales d'argent, le tout accompagnée en pointe de saint Martin à cheval du même et en chef d'un boeuf arrêté aussi d'argent adextré d'un épi de maïs d'or et senestré d'une gerbe de blé du même. |
| Blason de Chavenon | Détails | Création JF BInon. Sur site Internet de la commune, 2022. |

### Personnalités liées à la commune

#### Personnes nées à Chavenon
- Cécile Desliens (1853-1937), peintre.
- Marie Desliens (1856-1938), sa sœur, peintre.